# Королівство обох Галичин
Королівство обох Галичин — тимчасове політичне утворення, створене під час польсько-австрійської війни 1809 р.

## Створення королівства
27 травня 1809 року війська герцогства Варшавського змогли відвоювати в Австрії території, втрачені під час поділів Польщі.
2 червня 1809 року у Львові було проголошено вихід королівства Галичини та Володимирії зі складу Австрії та створення: «Королівства Обох Галичин під протекцією Його Величності Імператора і Короля Наполеона Великого». Для управління королівством було створено Тимчасовий центральний військовий уряд обох Галичин на чолі з Станіславом Косткою Замойським. Військову адміністрацію Східної Галичини подільський шляхтич бригадний генерал Александр Антоній Ян Рожнецький.
Створення регулярної армії королівства розпочалося у двох центрах: західне угрупування — Холмщині і Підляшші, а східне угрупування — на Західному Поділлі і на прилеглих територіях. За два місяці в середині серпня 1809 року було сформовано 6 кавалерійських (п'ять уланських і один гусарський) і три піхотні полки. Під Тернополем був додатково сформований кінний загін (близько 200 шабель) під командою полковника Казимира Розвадовського, а також єгерський батальйон (300 штиків) під командою відставного лейтенанта австрійської служби Юзефа Мархоцького, до якого приєдналися невеликі загони єгерів полковника Якуба Чосновського і барона Єжи фон Гогендорфа. Натомість, у Стрийському і Сандомирському циркулях були утворені піші і кінні загони під загальним командуванням поручника Петра Терлецького. Тоді ж в Бережанах сформований кавалерійський ескадрон під командою Алоїза Циковського, а у Бродах розгорнуто регулярний піхотний полк.

## Пошук монарха
Уряд королівства направляє посольство на чолі з графом Іґнацієм Романом Потоцьким до імператора Наполеона Бонапарта, що в цей час перебуває у Відні, з проханням призначити монарха на трон новоствореного королівства. Намагаючись зберегти суверенітет королівства Обох Галичин, Наполеон пропонує на королівський трон представника Габсбурзької династії герцога Вюрцбурзького Фердинанда.

## Поразка
Проте, активні дії австрійських військ спричинили витіснення військ герцогства Варшавського до Замостя. Війська королівства Обох Галичин опинилися розділеними на два угрупування смугою шириною 200—230 кілометрів. Військовий Тимчасовий уряд королівства державного з 1 по 21 липня перебуває у Замості, а потім переїздить до Любліна. Подальший наступ австрійських військ завершився опануванням Східної Галичини та частини Західної.
14 жовтня 1809 року підписується Шенбруннський мирний договір, за яким Австрія повертає собі Східну Галичину, Більша частина західної Галичини приєднується до Варшавського герцогства, а Росія опановує Тернопільський край.
31 грудня 1809 року уряд королівства розпускається. Галицькі королівські війська, які налічувалося 8400 штиків і 5500 шабель, влилися у армію Варшавського герцогства, де брали активну участь у бойових діях до падіння Імперії Наполеона у 1814 році.